# احمد مرعی (بازیکن بسکتبال)
احمد مرعی (انگلیسی: Ahmed Marei؛ زادهٔ ۵ ژانویهٔ ۱۹۵۹) بازیکن بسکتبال اهل مصر بود.